# Эльмаш (дворец культуры)
Центр культуры «Эльмаш» имени Ю. П. Глазкова (бывший Дворец культуры УЭТМ) — культурно-досуговое учреждение в Орджоникидзевском районе Екатеринбурга, расположенное по адресу улица Старых Большевиков, 22. Здание является памятником архитектуры, объектом культурного наследия России регионального значения.

## История
Активная застройка жилого района Эльмаш в Свердловске осуществлялась в 1940-х — начале 1950-х годов. Здание Дома культуры завода Уралэлектроаппарат должно было стать центральным элементом архитектурного ансамбля площади на перекрёстке улиц Баумана и Старых Большевиков. Проект здания в стиле неоклассицизма разработал главный архитектор Свердловска Г. А. Голубев. Подрядчиком строительства стал трест «Свердловскпромстрой», внутренняя отделка производилась художниками Свердловского отделения Художественного фонда СССР. После смерти Голубева в 1949 году авторский надзор за строительством осуществлял П. Д. Деминцев.
Открытие Дома культуры состоялось в декабре 1953 года. Общая площадь помещений составила 3680 м², здание было оснащено зрительным залом на 460 человек, а также несколькими многофункциональными залами, кабинетами и двумя репетиционными площадками. В цокольной части здания располагались буфет и бильярдная. В 1954 году восточнее здания был благоустроен парк площадью 2 гектара, на территории которого в летнее время стали работать кафе и аттракционы. В 2000-х годах эта территория была переименована в Парк семейного отдыха «Эльмашевский».
В 1950—1960-х годах ДК стал центром культурной жизни работников завода. В здании проводились культурно-массовые мероприятия, посвящённые дню города и дню района, партийные конференции, комсомольские мероприятия, смотры художественной самодеятельности, церемонии бракосочетания и вручения паспортов. Также работали различные кружки для детей и взрослых. В этот период в ДК занималось несколько десятков творческих коллективов, самым известным из которых стал ансамбль «Уральские самоцветы», образованный в 1973 году.
В 1993 году в отсутствие финансирования Дом культуры прекратил работу, все коллективы были распущены. Здание постепенно обветшало, а парк превратился в свалку. 21 октября 2002 года техническим актом было зафиксировано аварийное состояние сооружения. В 2010 году здание получило статус объекта культурного наследия регионального значения. В 2011—2012 годах здание находилось в частной собственности, была проведена реконструкция и реставрация, возобновили работу творческие студии и кружки.
В 2012 году здание перешло в ведение Администрации Екатеринбурга. В этом году общая численность творческих коллективов Центра культуры оценивалась в 1500 человек. В 2017 году Центру культуры было присвоено имя Юрия Петровича Глазкова, главного конструктора и генерального директора Уралэлектротяжмаша, лауреата Госпремии СССР.
По состоянию на конец 2018 года, коллектив Центра состоял из 58 сотрудников, в нём действовало 27 творческих коллективов общей численностью более 700 человек. На базе ЦК проводится собственный творческий фестиваль «ЭльмашFEST». В 2020 году состояние здания было признано «ограниченно работоспособным», был утверждён проект реконструкции.

## Архитектура и интерьеры
Здание представляет собой пример культурного сооружения в неоклассических формах с барочными элементами декора. Симметричный в плане Т-образный двухэтажный объём здания вытянут с запада на восток, центральный портик имеет большой вынос. С учётом наклонного рельефа местности здание поднято на цоколь с множеством ступеней у входа, что придаёт ему определённую торжественность. Главный фасад представляет собой симметричную композицию с восьмиколонным портиком тосканского ордера, завершённого гладким фризом и прямым карнизом. Имеются также приставные двухколонные портики, образующие выступы на карнизе и увенчанные фронтоном, тимпан которого прорезан пятичастным окном. Торцы крыльев имеют шестиколонные портики с треугольными фронтонами. На уровне второго этажа в портиках размещены балконы с балюстрадой.
Выходящие на парк одноэтажные части корпуса имеют галереи с колоннами. Восточный фасад четырёхэтажного объёма сценической коробки оформлен ризалитами, увенчанными фронтонами с круглыми окошками в тимпанах. Между ризалитов расположен трёхэтажный объём, заключающий подсобные помещения и имеющий ворота на первом этаже. В нишах центрального портика расположены два арочных окна, украшенные архивольтами. Здание декорировано пилястрами, лопатками и гирляндами.
Стены зрительного зала украшены круглыми медальонами-горельефами, с символическими изображениями труда, счастливой молодости и культурного отдыха. Главным художественным элементом интерьера является большой плафон зрительного зала «Славься, отечество наше свободное» авторства художников А. П. Охлупина и В. А. Терёхина. Композиция изображает уходящее вверх высотное здание с малахитовыми колоннами, в центре одетые в белые платья советские женщины несут гербы союзных республик. Навстречу зрителю, находящемуся в зале, по лестнице движется людской поток, созданный представителями разных профессий народов СССР. Искусствовед Б. В. Павловский отмечал удачное перспективное решение, выбранное художниками, и называл этот элемент «одной из лучших декоративных росписей свердловских художников, созданных в послевоенный период».

## Творческие коллективы
В 1963 году на базе ДК сформировался безымянный ансамбль, прозванный в народе «Эльмашевские битлы». Бард Александр Дольский, работавший слесарем на Уралэлектротяжмаше, также начинал свою музыкальную деятельность в ДК Эльмаша.

## Галерея

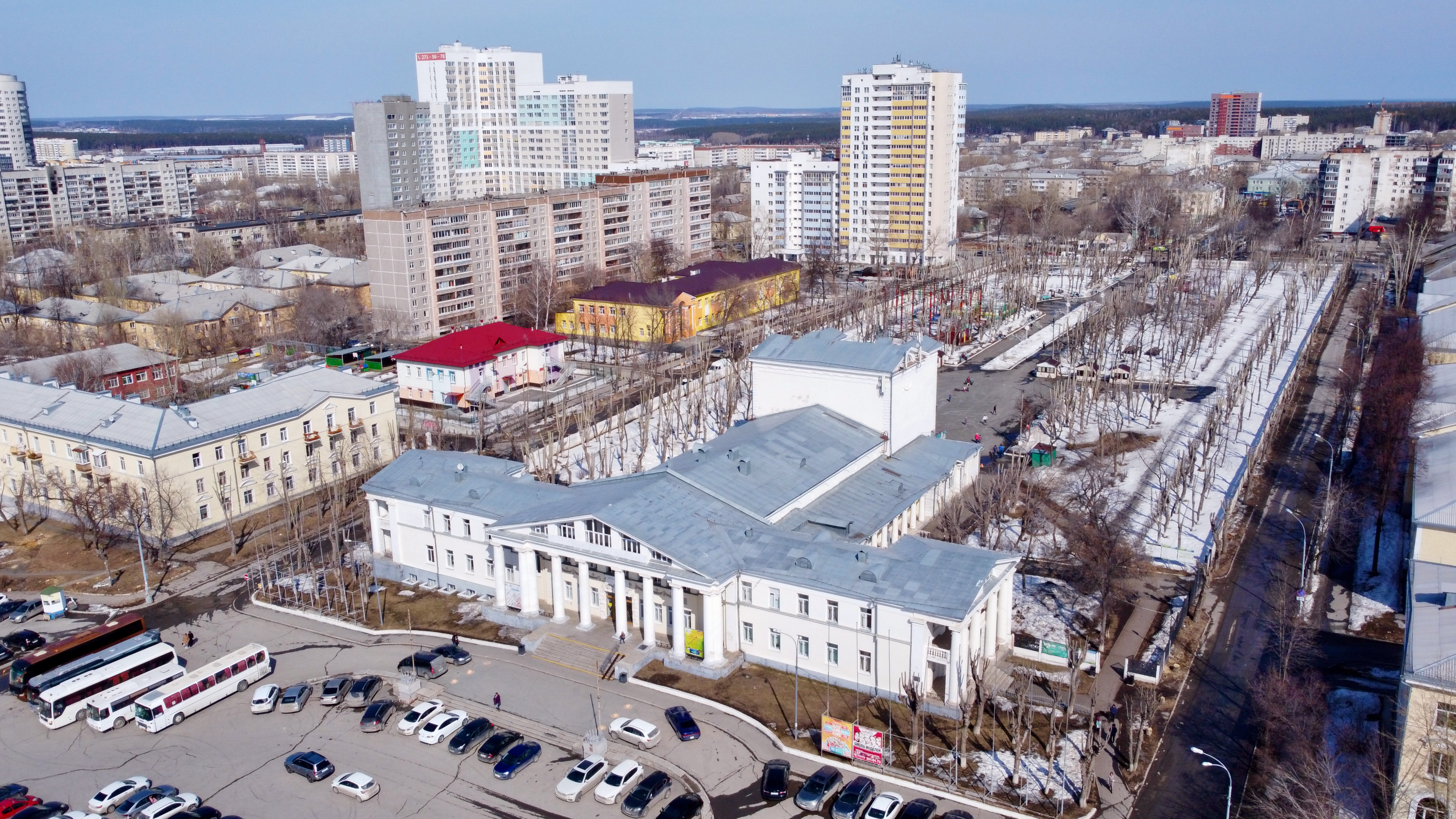
Вид с высоты
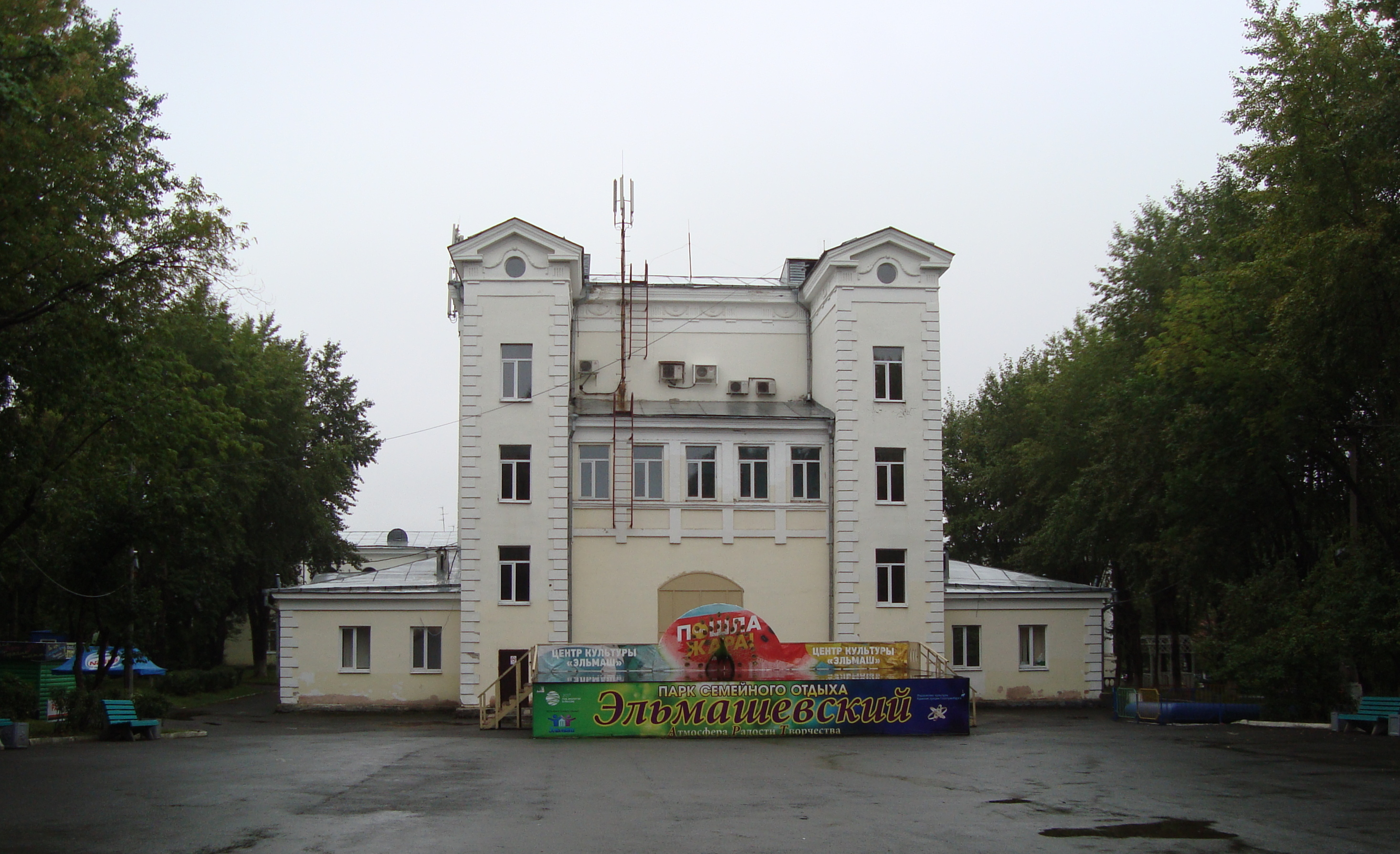
Вид со стороны парка
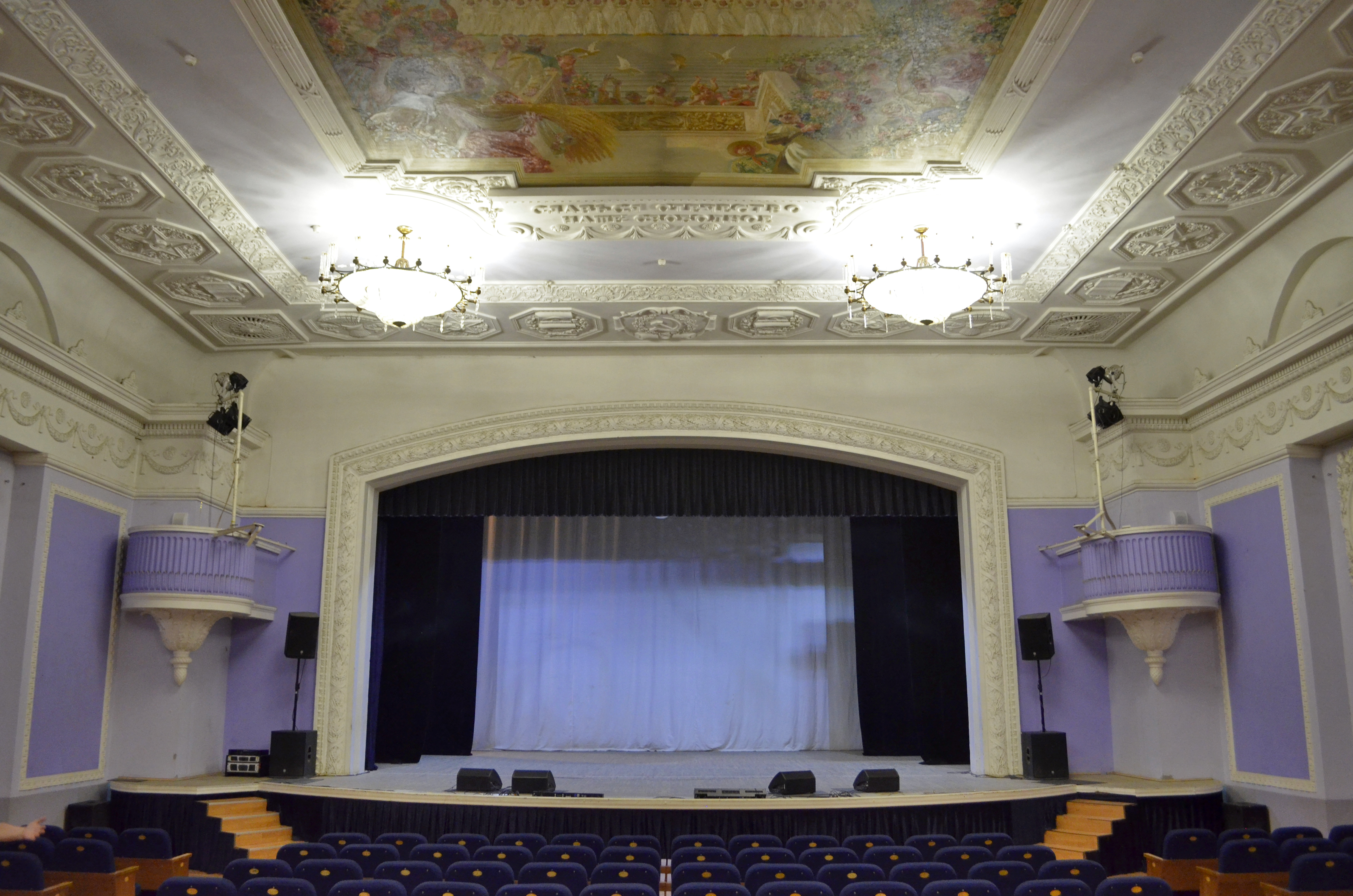
Зрительный зал
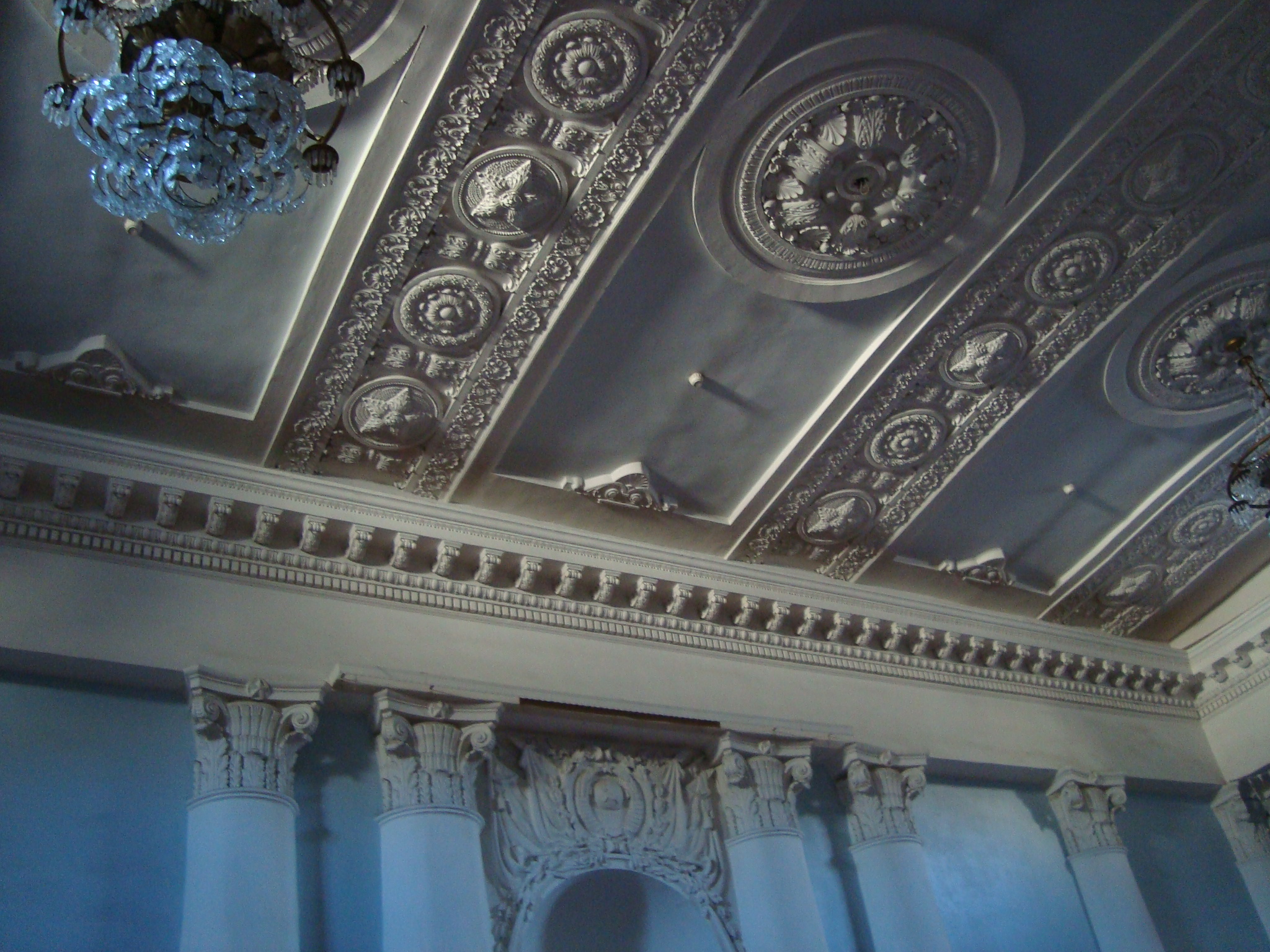
Элементы декора
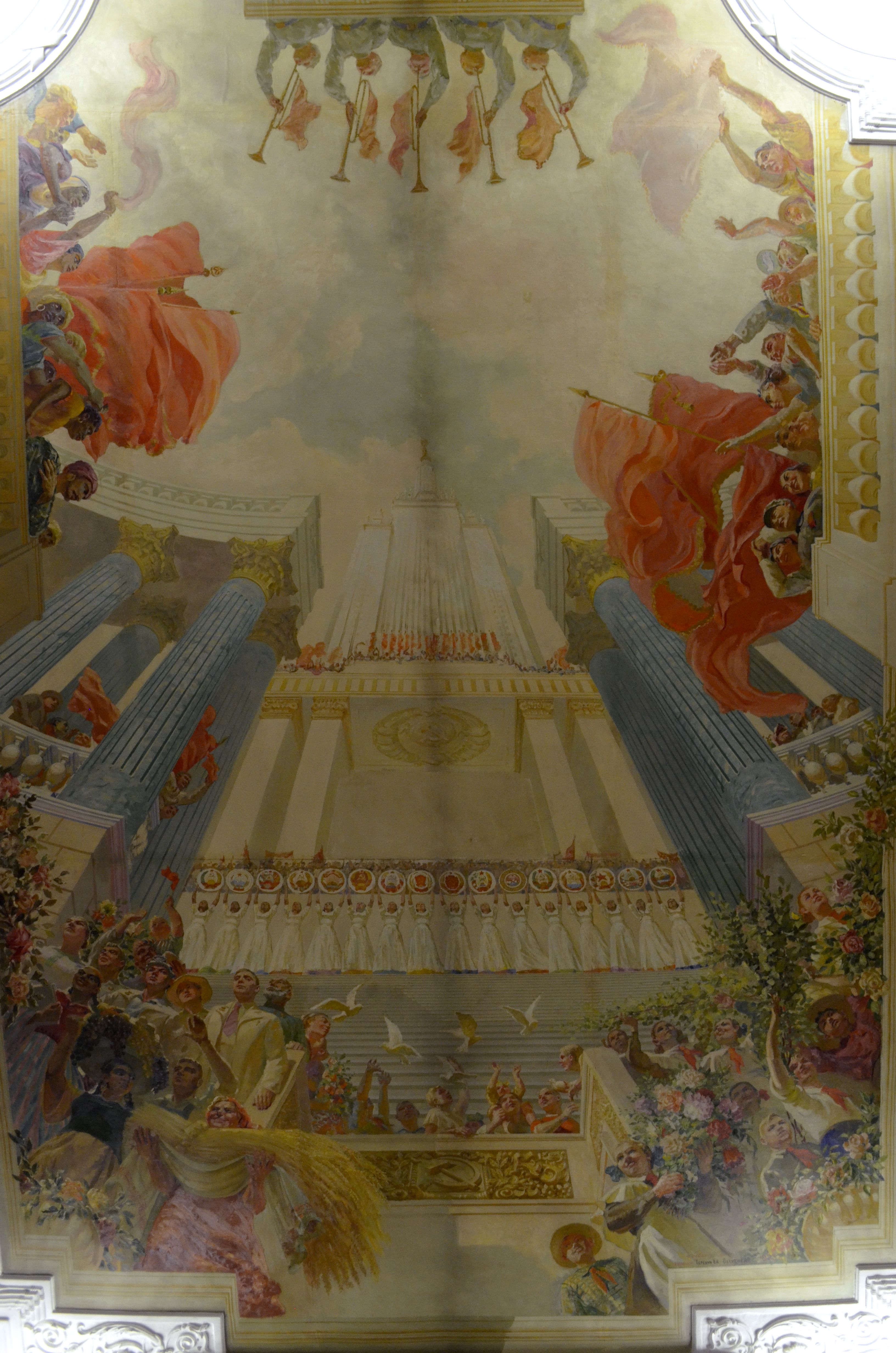
Плафон зрительного зала